# Claflin
Claflin är en ort i Barton County i Kansas. Vid 2010 års folkräkning hade Claflin 645 invånare.